# Мёндово
Мёндово — местечко в Шумском сельском поселении Кировского района Ленинградской области.

## История
По данным 1966 года местечко Мёндово находилось в подчинении Шумского сельсовета Волховского района.
По данным 1973 года деревня Мёндово входила в состав Шумского сельсовета Волховского района.
По данным 1990 года местечко Мёндово входило в состав Шумского сельсовета Кировского района.
В 1997 году в местечке Мёндово Шумской волости проживали 6 человек, в 2002 году — 1 человек (русский).
В 2007 году в местечке Мёндово Шумского СП проживали 3 человека, в 2010 году — 4.

## География
Находится в восточной части района на автодороге 41К-122 (Лаврово — Шум — Ратница).
Расстояние до административного центра поселения — 1 км.
Расстояние до ближайшей железнодорожной станции Войбокало — 2 км.
Местечко граничит с землями Войбокальского участкового лесничества — филиала Кировского лесничества ЛОГУ «Ленобллес».

## Демография
| 2007 | 2010 | 2011 | 2017 |
| ---- | ---- | ---- | ---- |
| 3    | ↗4   | ↘2   | ↗3   |

## Инфраструктура
По данным администрации на 2011 год местечко насчитывало 1 дом, в котором проживали 2 человека.